# Talijanska kraljevska ratna mornarica
Regia Marina ili Talijanska kraljevska ratna mornarica postojala je od osnivanja Kraljevine Italije 1861. Nakon uspostavljanja republike 1946. mijenja ime u Talijanska ratna mornarica (Marina Militare).

## Vanjske poveznice
- Regia Marina Italiana from www.regiamarina.net - the Regia Marina in World War II.
- Almanacco Storico Navale official site of the Italian Navy on the Regia Marina ships (tal.)
- Regia Marina Italiana - Plancia di Comando La Regia Marina attraverso la storia (tal.)
- Trento in Cina - Database of Italian warships in World War II
- La Regia Marina Italian Navy in World War II
- Italian Navy from www.battleships-cruisers.co.uk - 10 pages of photos;
- Operation Hats  Arhivirana inačica izvorne stranice od 29. lipnja 2007. (Wayback Machine)